# 171 v. Chr.
Portal Geschichte | Portal Biografien | Aktuelle Ereignisse | Jahreskalender | Tagesartikel

◄ |
3. Jahrhundert v. Chr. |
2. Jahrhundert v. Chr. |
1. Jahrhundert v. Chr. |
►

◄ | 190er v. Chr. | 180er v. Chr. | 170er v. Chr. | 160er v. Chr. |
150er v. Chr. |
►

◄◄ | ◄ | 174 v. Chr. | 173 v. Chr. | 172 v. Chr. | 171 v. Chr. |
170 v. Chr. |
169 v. Chr. |
168 v. Chr. |
► |
►►
Staatsoberhäupter

## Ereignisse
Erste Kontingente des römischen Expeditionsheeres im Dritten Makedonisch-Römischen Krieg landen im Frühjahr an der griechischen Westküste bei Apollonia. Für den Transport der römischen Truppen bieten Karthago, Genthios von Illyrien, die Rhodier und Byzanz Schiffe an und demonstrieren damit zunächst, auf welcher Seite sie im bevorstehenden Krieg stehen wollen. Das römische Heer wird von Konsul Publius Licinius Crassus geführt. Er beginnt mit dem Großteil seiner Truppen von Illyrien aus nach Thessalien zu ziehen. König Perseus von Makedonien erwartet die Römer im Mai mit starken Kavallerieabteilungen bei Kallinikos unweit des Flusses Ossa und schlägt sie in einem kurzen Kavalleriegefecht. Die Botschaft über Perseus’ unerwarteten Sieg verbreitet sich schnell unter den Hellenen und trägt dazu bei, den erstarkenden Hellenismus weiter zu stärken. Rhodos nimmt nun wieder politische Beziehungen zu Perseus auf. Der Makedonenkönig bietet den Römern umgehend Friedensverhandlungen an und ist bereit, ein Übereinkommen zu akzeptieren, das ähnliche Züge hat wie der Friedensvertrag von 197 v. Chr. Rom lehnt dieses Angebot jedoch ab. 
Das geschlagene, römische Heer zieht in weiterer Folge ohne klare Absicht durch die thessalischen Ländereien und versucht, jede direkte Konfrontation zu vermeiden. Perseus lässt daher Thessalien räumen und richtet sich an den Grenzen seines Reiches zur Verteidigung ein. Es gelingt ihm, die zuvor in Makedonien eingefallenen Truppen des Eumenes II. von Pergamon und die Illyrer abzuwehren. 

## Geboren
- Attalos III. Philometor Euergetes, König von Pergamon († 133 v. Chr.)